# أنتوني لورانس
أنتوني لورانس (بالإنجليزية: Anthony Lawrence)‏ هو شاعر أسترالي، ولد في 1957 في تامورث في أستراليا.